# Língua ngaju
Ngaju (também Ngaju Dayak ou Dayak Ngaju) é uma língua  Malaio-Polinésia falada por cerca deb 890 mil (2003) ao longo dos rios Kahayan, Katingan eMentaya em  Rivers in Calimantã Central, Indonésia.  Está intimamente relacionado com a língua bakumpai. Existem três dialetos - Pulopetak, Ba'amang e Mantangai.

## Escrita
Ngaju usa o alfabeto latino numa fora sem as letras F, Q, V, X, Z. Usam-se as formas Ng, Ny

## Fonologia

### Consoantes
Ngaju tem as seguintes consoantes.
|                       | Bilabial | Bilabial | Coronal | Coronal | Palatal | Palatal | Velar | Velar | Glotal | Glotal |
| --------------------- | -------- | -------- | ------- | ------- | ------- | ------- | ----- | ----- | ------ | ------ |
| Nasal                 |          | m        |         | n       |         | ɲ       |       | ŋ     |        |        |
| Oclusiva              | p        | b        | t       | d       | c       | ɟ       | k     | g     |        |        |
| Fricativa             |          |          | s       |         |         |         |       |       | h      |        |
| Aproximante / Lateral |          |          |         |         |         | j       |       | w     |        |        |
| Aproximante / Lateral |          |          | l       |         |         |         |       |       |        |        |
| Vibrante              |          |          |         | r       |         |         |       |       |        |        |

### Vogais
Ngaju possui as seguintes vogais. Todas as vogais, exceto  ə, podem ser longas.
|         | Anterior | Central | Posterior arredondado |
| ------- | -------- | ------- | --------------------- |
| Fechada | i        |         | u                     |
| Medial  | e        | ə       | o                     |
| Aberta  |          | a       |                       |

## Vocabulário
Comparação de vocabulário entre os idiomas Bakumpai, Ngaju, Indonésio e Inglês.

## Amostra de texto
Intu solake djari aton Auch te, maka uch te hindje Hatalla tuntang Auch te Hatalla. Ie te hindje Hatalla bara sola-solake. Toloh handiai djari indjadiae, maka sala bara awie djaton djari indjadian taloj idje, awang aton.
Português
No princípio era o Verbo, e o Verbo estava com Deus, e o Verbo era Deus. O mesmo aconteceu no princípio com Deus. Todas as coisas foram feitas por ele, e sem ele nada do que foi feito se fez